# 馬約加德利韋里亞區
10°50′46″N 85°29′39″W / 10.84611°N 85.49417°W
馬約加德利韋里亞區（西班牙語：Mayorga de Liberia），是哥斯達黎加的行政區，位於該國西北部瓜納卡斯特省，由利韋里亞縣負責管轄，面積227平方公里，2013年人口1,742人，人口密度每平方公里8人。